# Новопесчанский сельсовет (Алтайский край)
Новопесчанский сельсовет — муниципальное образование со статусом сельского поселения и административно-территориальное образование в Бурлинском районе Алтайского края России. Административный центр — село Новопесчаное.

## Население
| 1997  | 1998  | 1999  | 2000  | 2001  | 2002  |
| ----- | ----- | ----- | ----- | ----- | ----- |
| 1407  | ↘1403 | ↘1341 | ↘1331 | ↗1360 | ↘1334 |
| 2003  | 2004  | 2005  | 2006  | 2007  | 2008  |
| ↘1305 | ↘1247 | ↘1222 | ↘1187 | ↗1188 | ↘1183 |
| 2009  | 2010  | 2011  | 2012  | 2013  | 2014  |
| ↘1086 | ↘962  | ↘958  | ↘909  | ↗919  | ↘904  |
| 2015  | 2016  | 2017  | 2018  | 2019  | 2020  |
| ↘888  | ↘859  | ↘846  | ↘822  | ↘809  | ↘778  |
| 2021  |       |       |       |       |       |
| ↘771  |       |       |       |       |       |

По результатам Всероссийской переписи населения 2010 года, численность населения муниципального образования составила 962 человека, в том числе 472 мужчины и 490 женщин. Оценка Росстата на 1 января 2012 года — 909 человек.
В национальном составе преобладают украинцы (463 чел.), русские (405 чел.), немцы (60 чел.) — по переписи 2010 года.

## Населённые пункты
В состав сельского поселения входит 3 населённых пункта:
- село Новоалексеевка,
- село Новопесчаное,
- село Старопесчаное.

### Упразднённые населённые пункты
- Заозёрное — село, упразднено в 1974 г.
- Зелёный Клин — село, упразднено в 2001 г.
- Кормовище — село, упразднено в 2001 г.
- Табатерка — село, упразднено в 1976 г.
- Травянка — село, упразднено в 1970 г.